# Lesley Akyaa Opoku Ware
Pour les articles homonymes, voir Ware.
Lesley Akyaa Opoku Ware est une médecin et diplomate ghanéenne. Depuis 2017, elle est l'ambassadrice du Ghana auprès de la fédération de Russie, mais aussi de l'Arménie, l'Azerbaïdjan, le Belarus, le Kazakhstan et la Moldavie.

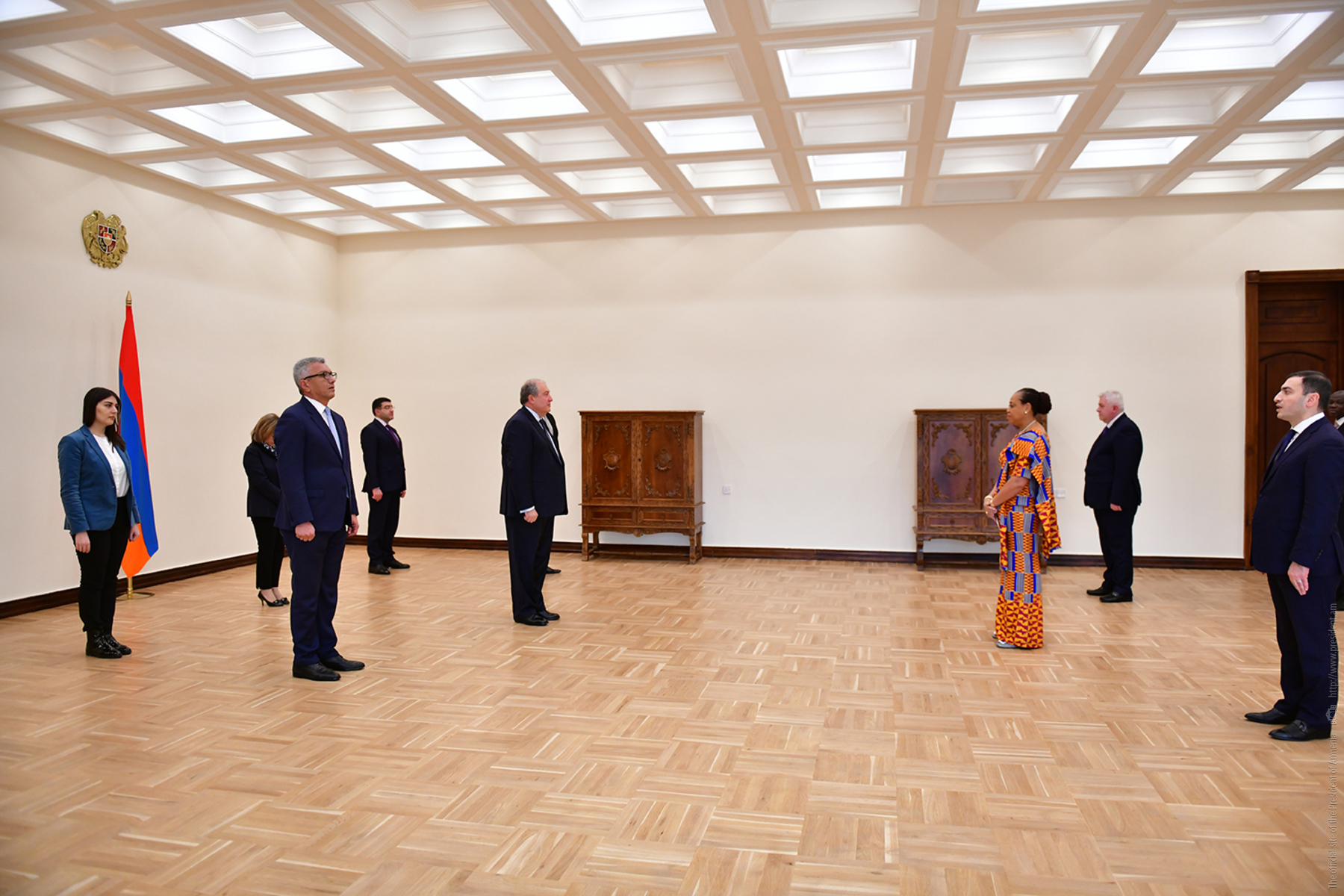
Le président Armen Sarkissian et l'ambassadrice du Ghana Lesley Akyaa Opoku Ware le 30 janvier 2019.